# Николаевская областная государственная администрация
Николаевская областная государственная администрация (укр. Миколаївська обласна державна адміністрація) — местный орган исполнительной власти в Николаевской области. В пределах своих полномочий осуществляет исполнительную власть на территории области, а также реализует полномочия, делегированные ей соответствующим советом.
Состав Николаевской областной государственной администрации формирует её глава. Председатель Николаевской областной государственной администрации назначается на должность и снимается с должности Президентом Украины по представлению Кабинета министров Украины.
Председатель Николаевской областной государственной администрации при осуществлении своих полномочий ответственен перед Президентом Украины и Кабинетом министров Украины, подотчётен и подконтролен Кабинету министров Украины.
29 марта 2022 года в ходе вторжения России на Украину здание Николаевской ОГА было частично разрушено российским ракетным ударом.

## Главы
| Фото | Имя                                                             | Годы жизни | Начало срока     | Конец срока     | Примечания |
| ---- | --------------------------------------------------------------- | ---------- | ---------------- | --------------- | --- |
|      | Анатолий Кириллович Кинах Анатолій Кирилович Кінах              | род. 1954  | 23 марта 1992    | июль 1994       | Представитель Президента Украины в Николаевской области с июля 1994 по июль 1995 года — председатель Николаевского облисполкома |
|      | Николай Петрович Круглов Микола Петрович Круглов                | род. 1950  | 19 июля 1995     | 23 мая 1997     | исполняющий обязанности до 8 августа 1996                                                                                       |
|      | Николай Петрович Круглов Микола Петрович Круглов                | род. 1950  | 17 июля 1997     | 23 ноября 1999  | |
|      | Алексей Николаевич Гаркуша Олексій Миколайович Гаркуша          | род. 1952  | 23 ноября 1999   | 17 января 2005  | |
|      | Александр Валерьевич Садыков Олександр Валерійович Садиков      | род. 1964  | 4 февраля 2005   | 10 июля 2007    | |
|      | Алексей Николаевич Гаркуша Олексій Миколайович Гаркуша          | род. 1952  | 10 июля 2007     | 18 марта 2010   | исполняющий обязанности до 16 октября 2007 года                                                                                 |
|      | Николай Петрович Круглов Микола Петрович Круглов                | род. 1950  | 18 марта 2010    | 10 января 2014  | |
|      | Геннадий Борисович Николенко Геннадій Борисович Ніколенко       | род. 1968  | 10 января 2014   | 2 марта 2014    | |
|      | Николай Павлович Романчук Микола Павлович Романчук              | род. 1957  | 2 марта 2014     | 28 июля 2014    | |
|      | Вадим Иванович Мериков Вадим Іванович Меріков                   | род. 1976  | 28 июля 2014     | 29 июня 2016    | |
|      | Алексей Юрьевич Савченко Олексій Юрійович Савченко              | род. 1976  | 6 октября 2016   | 11 июня 2019    | |
|      | Вячеслав Валентинович Бонь В'ячеслав Валентинович Бонь          | род. 1975  | 11 июня 2019     | 19 августа 2019 | исполняющий обязанности |
|      | Александр Васильевич Стадник Олександр Васильович Стаднік       | род. 1977  | 18 сентября 2019 | 17 ноября 2020  | |
|      | Георгий Александрович Решетилов Георгій Олександрович Решетілов | род. 1982  | 17 ноября 2020   | 25 ноября 2020  | исполняющий обязанности |
|      | Виталий Александрович Ким Віталій Олександрович Кім             | род. 1981  | 25 ноября 2020   |                 | |

## Исторические события

### Российское вторжение 2022 года

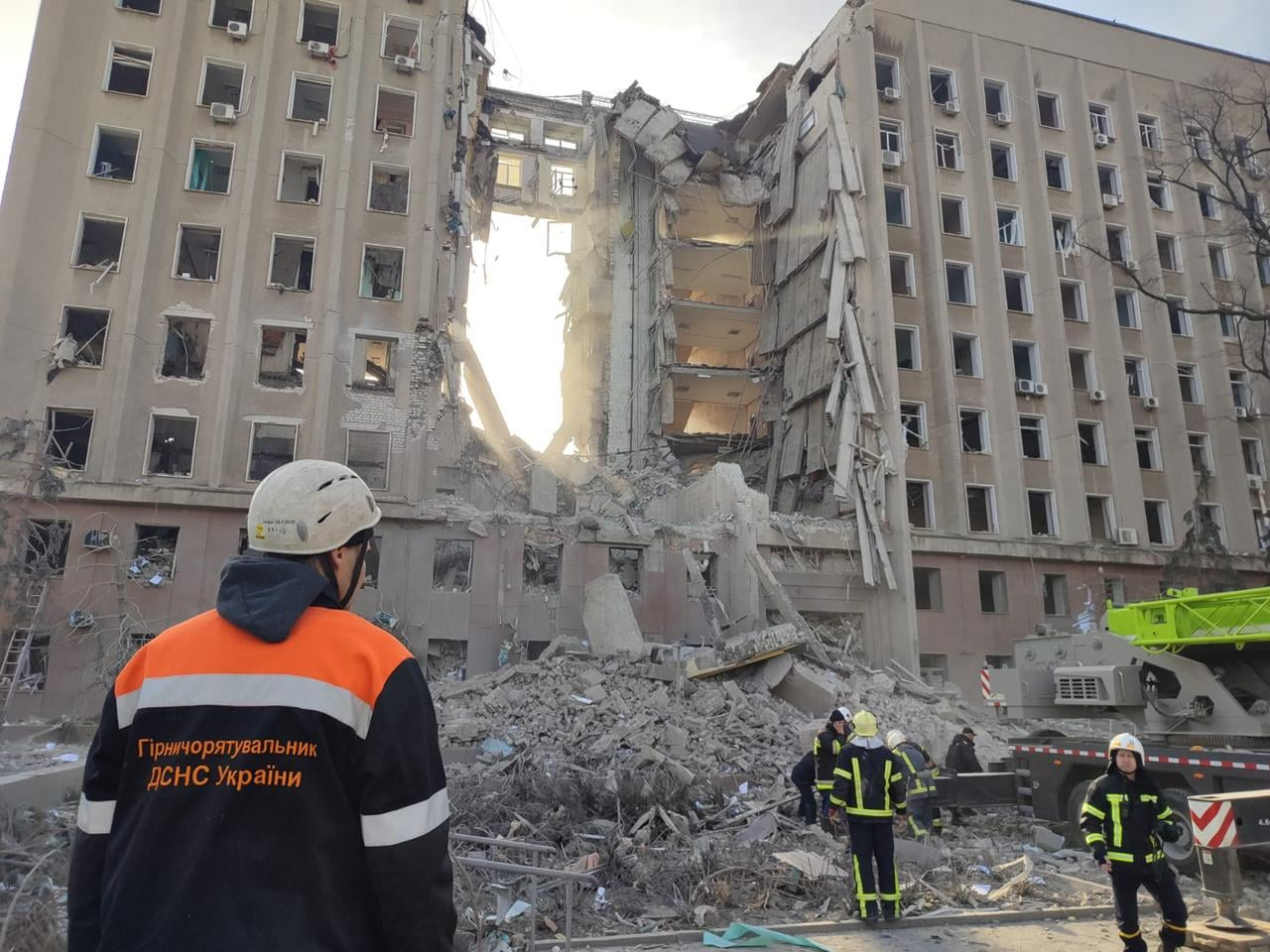
Последствия обстрела 29 марта 2022

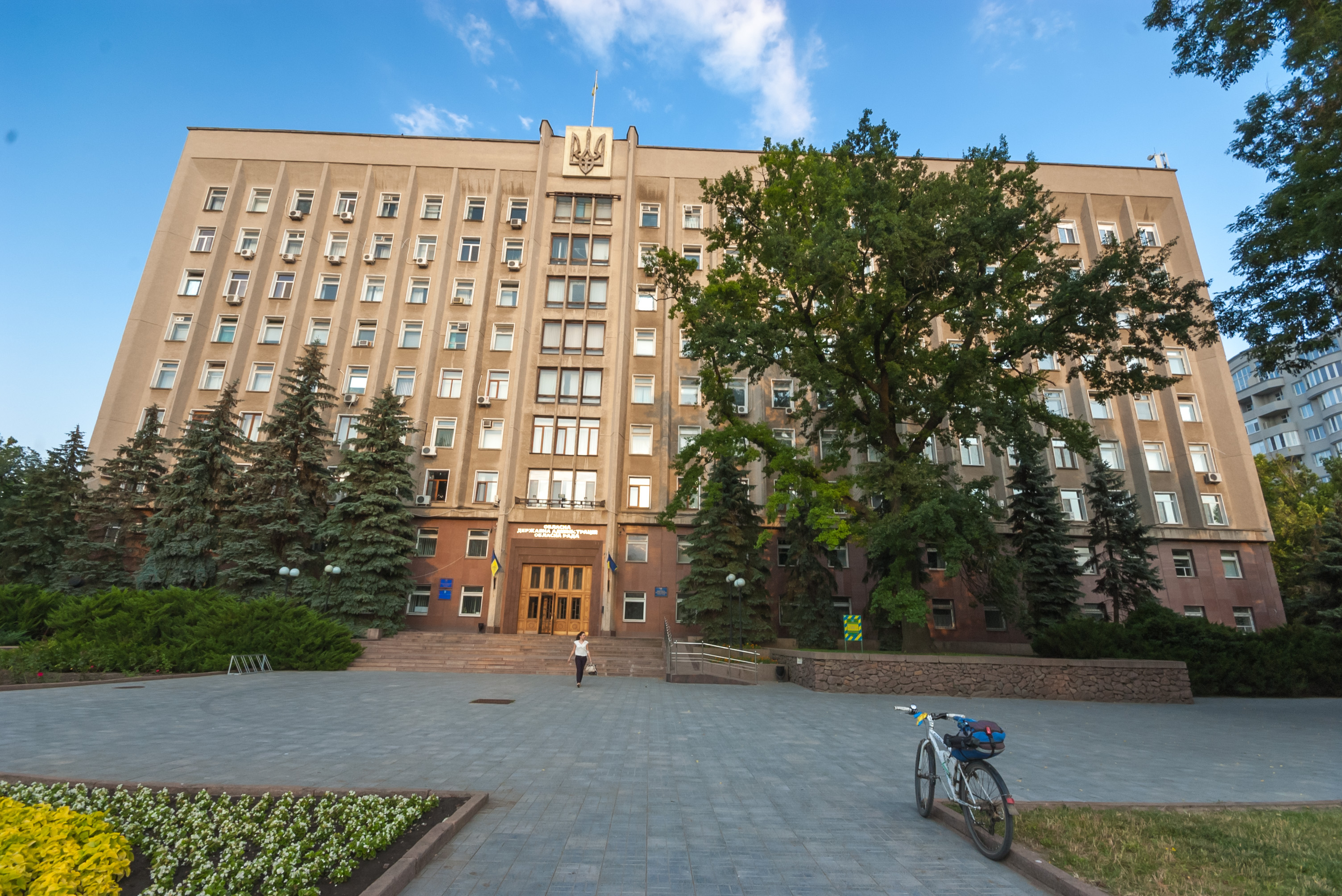
Вид здания до обстрела

29 марта 2022 года около 08:45 утра ракетным ударом российских войск была уничтожена центральная секция здания. Были убиты 37 человек и ранены не менее 33. Экспертиза установила, что здание не может быть восстановлено и подлежит сносу. По состоянию на март 2023 года идёт поиск средств на демонтаж. Были предложения оставить руины как памятник войны и преступлений российской агрессии, но из-за неустойчивости эти руины могут представлять опасность для людей. Согласно экспертам, здание подлежит лишь полному демонтажу, возможность сохранить его часть маловероятна, но это может проясниться лишь в процессе сноса. Предлагается провести международный архитектурный конкурс на дальнейшее использование территории.

## Структура

### Аппарат облгосадминистрации
- Организационный отдел
- Отдел делопроизводства и контроля
- Отдел обеспечения деятельности руководства
- Юридический отдел
- Отдел работы с обращениями граждан
- Отдел кадровой работы
- Отдел администрирования Государственного реестра избирателей
- Отдел финансового обеспечения
- Отдел компьютерного и хозяйственного обеспечения
- Сектор взаимодействия с правоохранительными органами и оборонной работы
- Сектор мобилизационной работы
- Сектор режимно-секторной работы
- Главный специалист по внутреннему аудиту

## Руководство
- Председатель — Ким Виталий Александрович
- Первый заместитель председателя — Решетилов Георгий Александрович
- Заместитель председателя по вопросам финансов и экономического развития, децентрализации — Маринов Николай Николаевич
- Заместитель председателя по вопросам развития инфраструктуры, строительства, экологии, жилищно-коммунального хозяйства и гражданской защиты — Кузьмин Игорь Валериевич
- Заместитель председателя по социальным, гуманитарным вопросам, предоставление административных услуг и развития гражданского общества — Трайтли Александр Александрович
- Заместитель председателя по вопросам культуры, национальностей и религий — Гранатуров Юрий Исаевич
- Заместитель председателя по вопросам цифрового развития, цифровых трансформаций и цифровизации (СDТО) — Пашнев Роман Сергеевич
- Руководитель аппарата — Ломакина Светлана Геннадиевна